# Bloemfontein
Bloemfontein (afrikaans: [ˈblumfɔntɛin]) è la capitale giudiziaria del Sudafrica (Città del Capo è quella legislativa e Pretoria quella amministrativa). È sede infatti della Corte Suprema d'appello del Sudafrica. Inoltre è la sesta maggior città della nazione, con 556 000 abitanti nel 2018. Agli abitanti della città si possono aggiungere quelli dei sobborghi come Thaba 'Nchu e Botshabelo, per un totale di circa 1 000 000 di abitanti nell'intera municipalità di Mangaung.

## Geografia fisica
La città è situata in una pianura arida alle coordinate geografiche 29°06′S 26°13′E a un'altitudine di 1395 m s.l.m. Bloemfontein ha un aeroporto, il Bram Fischer International Airport.

### Clima
| Bloemfontein        | Mesi | Mesi | Mesi | Mesi | Mesi | Mesi | Mesi | Mesi | Mesi | Mesi | Mesi | Mesi | Stagioni | Stagioni | Stagioni | Stagioni | Anno |
| Bloemfontein        | Gen  | Feb  | Mar  | Apr  | Mag  | Giu  | Lug  | Ago  | Set  | Ott  | Nov  | Dic  | Inv      | Pri      | Est      | Aut      | Anno |
| ------------------- | ---- | ---- | ---- | ---- | ---- | ---- | ---- | ---- | ---- | ---- | ---- | ---- | -------- | -------- | -------- | -------- | ---- |
| T. max. media (°C)  | 30,3 | 28,9 | 26,9 | 23,2 | 19,8 | 17,0 | 17,1 | 20,0 | 23,8 | 26,3 | 27,9 | 29,6 | 29,6     | 23,3     | 18,0     | 26,0     | 24,2 |
| T. min. media (°C)  | 15,2 | 14,7 | 12,5 | 7,9  | 3,3  | −0,2 | −0,5 | 1,8  | 5,7  | 9,6  | 11,9 | 13,9 | 14,6     | 7,9      | 0,4      | 9,1      | 8,0  |
| Precipitazioni (mm) | 83   | 86   | 76   | 50   | 21   | 9    | 10   | 14   | 20   | 48   | 65   | 66   | 235      | 147      | 33       | 133      | 548  |

## Origini del nome
Il suo nome in afrikaans significa fontana dei fiori mentre il nome in lingua sesotho della città è Mangaung, che significa il posto dove abitano i leopardi.

## Storia
Anticamente insediamento afrikaner, Bloemfontein fu fondata ufficialmente nel 1846, e dal 1854 al 1902 è stata la capitale dello Stato Libero d'Orange. Nel 1890 venne costruita la prima linea ferroviaria che collegava la città a Città del Capo.
Lo scrittore John Ronald Reuel Tolkien nacque in questa città il 3 gennaio 1892.
Nel 1899 la città ospitò la Bloemfontein Conference, che non riuscì tuttavia a evitare lo scoppio della guerra anglo-boera. Il 13 marzo 1900, durante la seconda guerra anglo-boera, le forze britanniche si impossessarono della città e vi costruirono un campo di concentramento dove furono rinchiusi donne e bambini boeri.
Le 28 000 donne e bambini che morirono in questo campo sono ricordati dal National Women's Memorial, ai bordi della città.

## Monumenti e luoghi d'interesse
- Municipio di Bloemfontein

## Cultura

### Istruzione
Bloemfontein ospita l'Università dello Stato libero (Universiteit van die Vrystaat in afrikaans). Vi sono poi anche alcuni licei nella città, tra i quali la Hoërskool Jim Fouché a Gardenia Park e la Sentraal High School (Hoërskool Sentraal), situata nel sobborgo di Dan Pienaar.

## Geografia antropica

### Urbanistica
I sobborghi di Bloemfontein includono Brandwag, Ehrlichpark, Fauna, Fichardtpark, Fleurdal, Gardeniapark, Generaal De Wet, Hospitaalpark, Kiepersol, Langenhovenpark, Lourierpark, Park Wes], Pellissier, Uitsig, Universitas, Westdene, Wifgehof e Willows a sud della città, mentre al nord si trovano Arboretum, Bayswater, Dan Pienaar, Helicon Hights, Heuwelsig, Hillsboro, Hillside, Hilton, Naval Hill, Navalsig, Noordhoek, Pentagon Park e Waverley.

## Sport
Bloemfontein è sede della franchigia Cheetahs impegnata fino al 2016 nel Super Rugby e fino al 2020 nel Pro14, mentre la franchigia provinciale dei Free State partecipa al campionato nazionale Currie Cup. Nel calcio è attivo il Bloemfontein Celtic. Tutti club che giocano nel Free State Stadium.
Lo stadio ha ospitato alcune partite del Mondiale di rugby 1995 e del Mondiale di calcio 2010. Inoltre lo stadio è stato sede di alcuni incontri della Coppa delle nazioni africane 1996 e Confederations Cup 2009.